# بنجامين غارسيا
بنجامين غارسيا (بالفرنسية: Benjamin Garcia)‏ هو لاعب دوري الرغبي فرنسي، ولد في 5 أبريل 1993 في آبت في فرنسا.

## روابط خارجية
- بنجامين غارسيا على موقع ItsRugby.co.uk (الإنجليزية)